# Diplotaxis ohausi
Diplotaxis ohausi är en skalbaggsart som beskrevs av Moser 1921. Diplotaxis ohausi ingår i släktet Diplotaxis och familjen Melolonthidae. Inga underarter finns listade i Catalogue of Life.